# Castell de Miralpeix
Castell de Miralpeix és una obra del municipi de Sitges (Garraf) declarada bé cultural d'interès nacional.

## Descripció
Restes informes de murs emplaçats a l'extrem occidental del terme de Sitges, al límit amb Sant Pere de Ribes. El conjunt té una superfície d'uns 275 m2, de planta rectangular i estructurat en dues estances. També hi ha una torre quadrangular (4,50 x 3,70m) al NE i una cisterna de forma rectangular adossada al mur divisori entre les dues estances.
La porta d'accés a l'edifici presenta un esglaó format per quatre pedres escairades i lligades amb morter. A l'interior hi ha part d'una escala (5 esglaons) que permetia l'accés al segon pis.

## Història
Antic castell i quadra documentat el 1057, quan el bisbe Guislabert donà a Arnau d'Arloví, a mitges, la deshabitada torre de Miralpeix i terme amb la condició de refer-la i poblar-la. Els límits fixats aleshores són difícils d'identificar, però es dedueix que comprenia tots els terrenys de l'actual terme de Sitges a ponent de la riera de Ribes (la quadra de Miralpeix va dependre de la parròquia de Ribes fins al 1917).
La torre o castell de Miralpeix sembla que fou destruïda el 1190, en una lluita entre Ponç de Ribes i Gombau de Miralpeix d'una banda, i Berenguer de Castellet i Eimeric d'Espiells de l'altra. Les ruïnes del que va ser es troben dalt d'un turó situat al damunt mateix de la masia de Can Girona.
El castell de Miralpeix continuà de domini episcopal, infeudat als Ribes, que hi tenien uns castlans cognomenats Miralpeix fins que el 1411 en va prendre possessió la Pia Almoina, que tenia ja el castell de Ribes, i el 1413 Miralpeix fou incorporat a la universitat de Sitges.
Al llarg de diverses campanyes d'excavació (1991-1992) s'han documentat dues fases d'ocupació al castell: la primera abastaria des del segle xi a finals del segle xiii, i la segona del segle xiv fins a la fi del segle xviii. El moment històric més àmpliament documentat és el de l'abandonament del lloc a finals del segle xvii.